# コットンリブート ハイテンション!
『コットンリブート ハイテンション!』は、BEEPより2025年7月31日に発売のゲームソフト。

## 概要
コットンシリーズの権利を持つサクセスから許諾を得て開発した『コットンリブート!』のBEEP主導の続編。
新たなプレイアブルキャラ「マカロン」と本作のに登場する敵対関係の「ウィローちゃん」を加わり、グラフィックを一新、新たにパワーを溜めると「ウィローフィーバー」を発動し、プレイヤーと敵がパワーアップする「オーバーテンション」となる。
当初の発売日は7月24日だったが7月31日に延期された。

## ゲームシステム
ウィローフィーバー
パワーを溜めると目の前にウィローが大量に発生する。
オーバーテンション
ウィローフィーバー中に一定量以上のウィローを取るとプレイヤーと敵が両方とも「オーバーテンション」状態にパワーアップする。
敵キャプチャー
妖精軍団が敵キャラを捕まえて味方にする技。キャプチャーした敵は強力な攻撃が可能。

## 主なキャラクター
ナタ・デ・コットン
声 - 宮木南美
シルク
声 - 堀川かえで
マカロン
声 - 来田真依
ウィローちゃん
声 - るなっち☆ほし
ウール
声 - 神戸みら乃
ベルベット女王
声 - 相川なつ
ダークコットン